# Vollmantelgeschoss

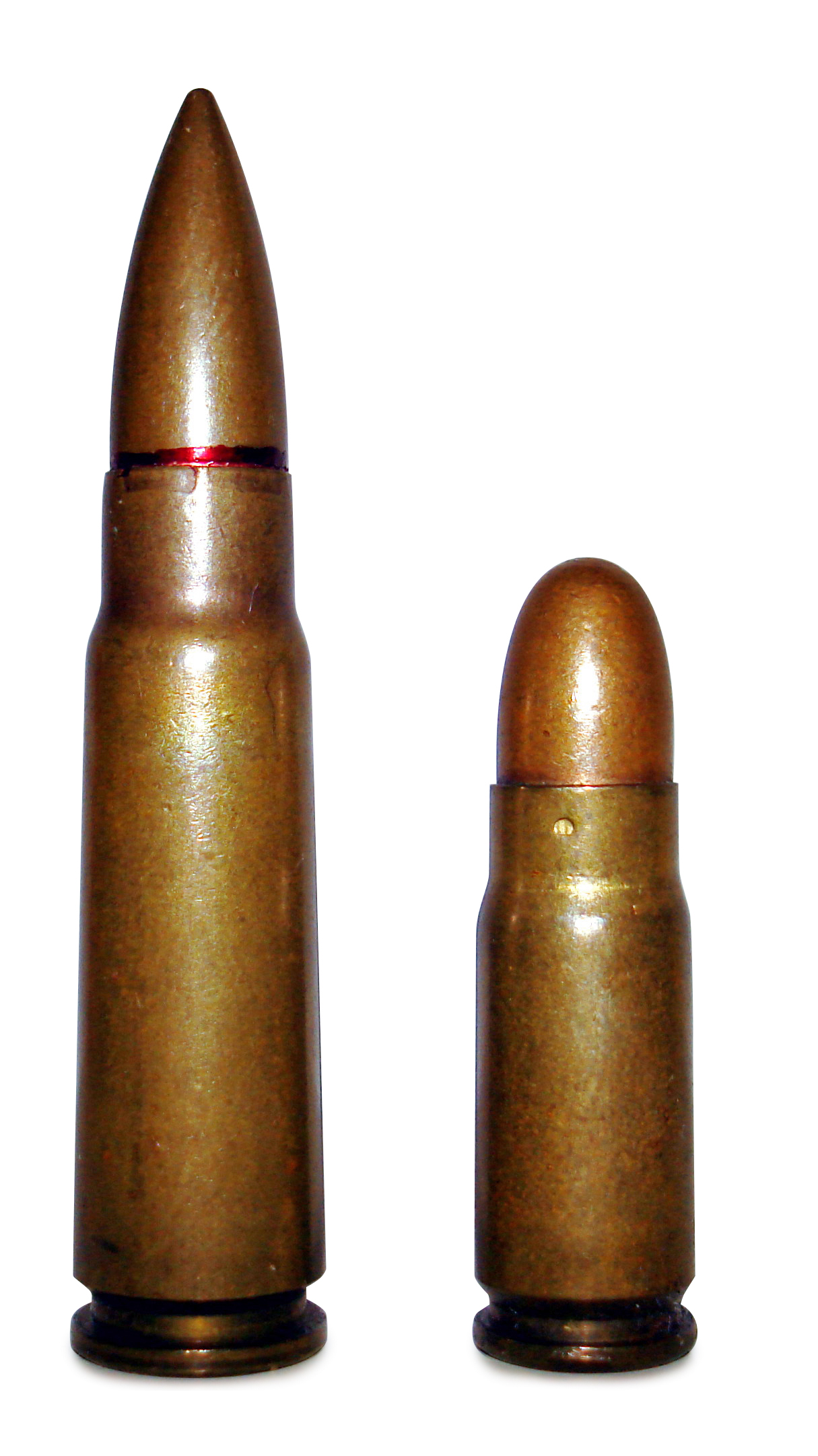
Patronen mit Vollmantelgeschossen im Kaliber 7,62 mm

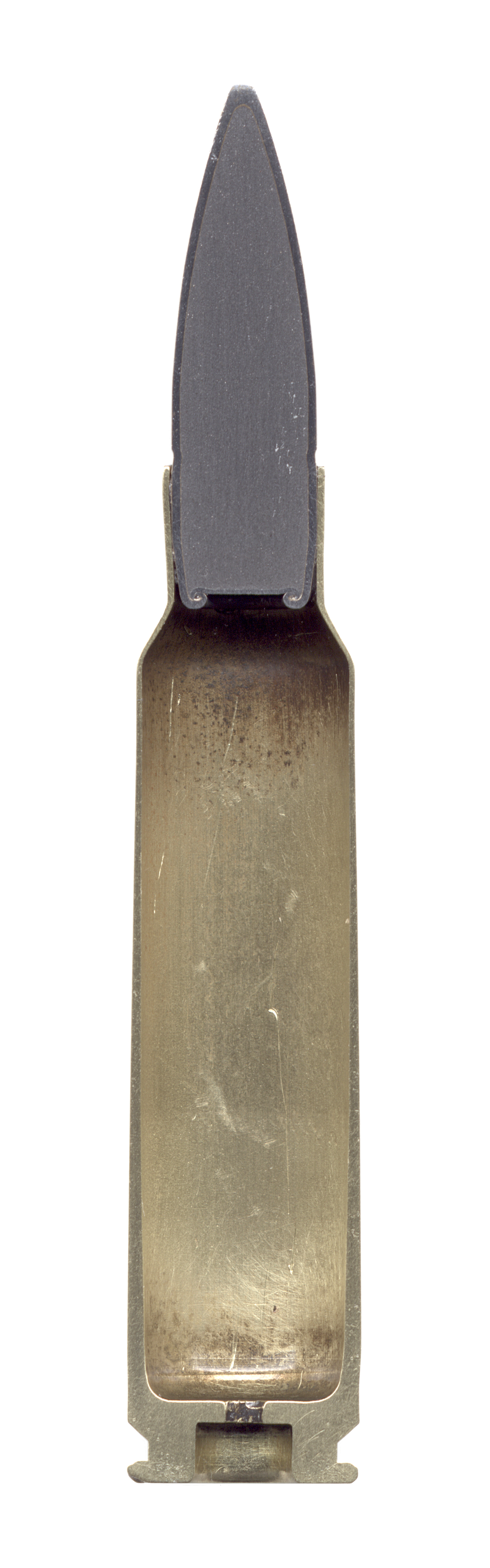
Schnittmodell einer 7,5 × 55 mm mit Vollmantelgeschoss

Ein Vollmantelgeschoss ist eine Projektilart für Waffen bis 20 mm Geschossdurchmesser mit einem Kupfer-, Tombak- oder Eisenmantel um einen Hartbleikern. Der Mantel schützt den Lauf von Büchsen vor dem Abrieb des weicheren Bleies und verhindert außerdem eine Verformung oder gar ein Zersplittern des Bleikerns beim Auftreffen auf ein weiches Ziel wie einen Menschen- oder Tierkörper. 
Das Vollmantelgeschoss wurde 1882 von Schweizer Oberst Eduard Rubin erfunden, als er für die Eidgenössische Munitionsfabrik arbeitete, die Munition für das Schweizer Militär entwickelte.
Da die Haager Landkriegsordnung die Verwendung von Geschossen verbietet, die unnötiges Leid verursachen (wie z. B. Dum-Dum-Geschosse), werden militärisch nur noch Vollmantelgeschosse eingesetzt, die auch eine bessere Durchschlagskraft gegen Deckung oder ballistische Schutzkleidung haben.
Bei der Jagd und für den Polizeigebrauch sind hingegen einerseits hohe Durchschlagskraft und Durchschüsse wegen der Gefährdung Unbeteiligter nicht erwünscht, andererseits soll das Ziel möglichst sofort aufgehalten werden (Mannstoppwirkung). Deswegen werden für diese Zwecke keine Vollmantelgeschosse mehr eingesetzt, sondern zumeist spezielle Zerlegepatronen.
Ein Vollmantelgeschoss zerfällt innerhalb eines weichen Ziels nicht, auch nicht, wenn es auf Knochen stößt; dann verformt es sich zwar, „vergrößert“ sich aber nicht so stark wie ein Teilmantel- oder Hohlspitzgeschoss. Bei Langgeschossen, vor allem mit kleinen Kalibern wie 5,56 × 45 mm NATO, kann es passieren, dass sich die Geschosse bei bestimmten Schussentfernungen im Körper überschlagen und dabei zerbrechen.
Eine Sonderform stellt das EFMJ (Expanding Full Metal Jacket) dar, dabei handelt es sich um ein Projektil, das vor dem Bleikern eine weiche Spitze z. B. aus Gummi hat. Beim Auftreffen auf ein Ziel gibt die Spitze nach und der Mantel verformt sich extrem. Mit dieser Konstruktion wird versucht, einerseits die ballistischen Eigenschaften eines Vollmantelgeschosses und andererseits die mannstoppende Wirkung eines Hohlspitzgeschosses zu verbinden.
Militärische Vollmantelgeschosse werden auch für spezielle Zwecke konstruiert: Es gibt z.B sogenannte Leuchtspurmunition oder Brandlegungsgeschosse sowie Vollmantelgeschosse mit einem Kern aus extrem harten Material wie z. B. Wolfram, um gepanzerte Ziele zu durchschlagen.
Zivile Voll- und Teilmantelgeschosse für den jagdlichen oder sportlichen Einsatz bestehen nur aus Materialien die beim Auftreffen auf ein Ziel keine Funken bilden und so nicht unbeabsichtigt zu Bränden führen können.